# Linnaemya amicula
Linnaemya amicula är en tvåvingeart som beskrevs av Louis-Paul Mesnil 1957. Linnaemya amicula ingår i släktet Linnaemya och familjen parasitflugor.
Artens utbredningsområde är Myanmar. Inga underarter finns listade i Catalogue of Life.